# Lahuaytambo
Lahuaytambo es una localidad peruana ubicada en la región Lima, provincia de Huarochiri, distrito de Lahuaytambo. Se encuentra a una altitud de 3286 m s. n. m. Tiene una población de 467 habitantes en 1993.
El pueblo de Lahuaytambo fue declarado monumento histórico del Perú el 3 de junio de 1991 mediante el RJN° 782-91-LNC/J.

## Clima
| Parámetros climáticos promedio de Lahuaytambo | Parámetros climáticos promedio de Lahuaytambo | Parámetros climáticos promedio de Lahuaytambo | Parámetros climáticos promedio de Lahuaytambo | Parámetros climáticos promedio de Lahuaytambo | Parámetros climáticos promedio de Lahuaytambo | Parámetros climáticos promedio de Lahuaytambo | Parámetros climáticos promedio de Lahuaytambo | Parámetros climáticos promedio de Lahuaytambo | Parámetros climáticos promedio de Lahuaytambo | Parámetros climáticos promedio de Lahuaytambo | Parámetros climáticos promedio de Lahuaytambo | Parámetros climáticos promedio de Lahuaytambo | Parámetros climáticos promedio de Lahuaytambo |
| Mes                                           | Ene.                                          | Feb.                                          | Mar.                                          | Abr.                                          | May.                                          | Jun.                                          | Jul.                                          | Ago.                                          | Sep.                                          | Oct.                                          | Nov.                                          | Dic.                                          | Anual                                         |
| --------------------------------------------- | --------------------------------------------- | --------------------------------------------- | --------------------------------------------- | --------------------------------------------- | --------------------------------------------- | --------------------------------------------- | --------------------------------------------- | --------------------------------------------- | --------------------------------------------- | --------------------------------------------- | --------------------------------------------- | --------------------------------------------- | --------------------------------------------- |
| Temp. media (°C)                              | 9.9                                           | 10                                            | 9.6                                           | 9.3                                           | 8.1                                           | 7                                             | 6.5                                           | 7                                             | 7.8                                           | 8.5                                           | 8.9                                           | 9.1                                           | 8.5                                           |
| Temp. mín. media (°C)                         | 3.9                                           | 4.4                                           | 3.7                                           | 2.7                                           | 0.7                                           | -1                                            | -1.8                                          | -1.1                                          | 0.5                                           | 1.5                                           | 1.8                                           | 2.3                                           | 1.5                                           |
| Fuente: climate-data                          |                                               |                                               |                                               |                                               |                                               |                                               |                                               |                                               |                                               |                                               |                                               |                                               |                                               |